# British Lion (альбом)
| Оценки критиков  | Оценки критиков |
| Источник         | Оценка          |
| ---------------- | --------------- |
| Classic Rock     | 7/10            |
| Drowned in Sound | 3/10            |
| Kerrang!         | 4/5             |
| Metal Hammer     | 8/10            |
| Grande Rock      | 7/10            |

British Lion (с англ. — «Британский лев») — сольный студийный альбом британского бас-гитариста Стива Харриса, основателя и бессменного участника легендарной группы Iron Maiden, вышел 24 сентября 2012 года на английском лейбле EMI.

## Об альбоме
19 июля 2012 в интернет попала информация о том, что музыкант выпустит на лейбле EMI первый сольный альбом. По словам Стива Харриса он работал над альбомом несколько лет в перерывах между гастролями Iron Maiden.Также стало известно, что микшированием альбома занимался Кевин Ширли.

 Согласно пресс-релизу альбома, размещенному на сайте Iron Maiden и на официальном сайте альбома: «Этот дебютный альбом — альбом с ревущими красками и большой палитрой звуков; задумчивые, меланхоличные песни, пронизанные праведным возмущением и многословные тяжелые песни. Благодаря микшированию Кевина Ширли — (чей список записей включает альбомы Iron Maiden, а также Led Zeppelin, Journey,Rush и д.р.) — он может раздробить ваши зубы.

 7 сентября 2012 журнал Kerrang! выпустил превью на альбом, и присвоил ему рейтинг 4/5,что по классификации журнала значит «Бриллиантовый альбом».

 13 сентября на официальном сайте проекта появились ещё две рецензии на альбом. По мнению журнала Classic Rock, это — «один милый альбом», а журнал Metal Hammer назвал релиз состоящим из «большого сердца и свирепого триумфа!».

 С 21 сентября, за 3 дня до выхода альбома, на официальном сайте проекта появилась возможность прослушать все песни с релиза.

## О названии
Название альбома Стив Харрис объясняет так: «Я всегда гордился тем, что я британец. Я никогда не видел причин, почему я не должен им быть. Это значительная часть меня. Это не просто размахивание флагом, это ни в коем случае не политическое заявление. Это как болеть за свою футбольную команду. Это просто создает определенные яркие образы, которые нашли воплощение в звуке.».

## Список композиций[9]
| №                   | Название                 | Автор(ы)                                                                      | Длительность |
| ------------------- | ------------------------ | ----------------------------------------------------------------------------- | ------------ |
| 1.                  | «This is my God»         | Steve Harris, David Hawkins, Richard Taylor                                   | 4:57         |
| 2.                  | «Lost Worlds»            | Harris, Hawkins, Taylor                                                       | 4:58         |
| 3.                  | «Karma Killer»           | Harris, Hawkins, Taylor                                                       | 5:29         |
| 4.                  | «Us Against the World»   | Harris, Hawkins, Taylor                                                       | 4:12         |
| 5.                  | «The Chosen Ones»        | Harris, Taylor                                                                | 6:27         |
| 6.                  | «A World without Heaven» | Barry Fitzgibbon, Harris, Grahame Leslie, Gary Liederman, Ian Roberts, Taylor | 7:02         |
| 7.                  | «Judas»                  | Harris, Hawkins, Taylor                                                       | 4:58         |
| 8.                  | «Eyes of the Young»      | Harris, Leslie, Roberts, Taylor                                               | 5:25         |
| 9.                  | «These are the Hands»    | Harris, Hawkins, Taylor                                                       | 4:28         |
| 10.                 | «The Lesson»             | Harris, Hawkins, Taylor                                                       | 4:15         |
| Общая длительность: | Общая длительность:      | Общая длительность:                                                           | 52:11        |

## В записи принимали участие[9]
Помимо Харриса, записавшего партии баса, в записи диска приняли участие следующие музыканты:
- Ричард Тэйлор — вокал
- Дэвид Хоукинс — гитара и клавишные
- Грэхэм Лесли — гитара
- Симон Доусон — ударные (треки № 2,4,9)[10]
- Иэн Робертс — ударные (треки № 5,6,8)[10]
- Ричард Кук — ударные (треки № 1,3,7)[10]

 Продюсирование 
- Кевин Ширли — микширование
- Мастеринг — Эд Эмсли